# Kenneth Jonassen
Kenneth Jonassen (ur. 3 lipca 1974 w Herning) – duński badmintonista, mistrz Europy, dwukrotny mistrz Danii w grze pojedynczej.
Największym jego sukcesem jest złoty medal mistrzostw Europy w 2008 roku (pokonał w finale rodaka Joachim Perssona) w Herning. Czterokrotnie zdobył srebrny medal mistrzostw Starego Kontynentu (1998, 2002, 2004, 2006), a w 2000 roku zdobył brązowy medal.
Trzykrotnie występował w igrzyskach olimpijskich. W 2000 roku, w Sydney zajął 9. miejsce, natomiast w dwóch kolejnych igrzyskach (2004, 2008) nie osiągnął większych sukcesów.
Dwukrotny mistrz Danii (2004, 2008).
Po zakończeniu kariery został trenerem. Między innymi trenował duńską kadrę badmintona. 